# Scorpidium revolvens
Scorpidium revolvens (deutsch Rollblättriges Skorpionsmoos) ist eine Laubmoos-Art aus der Familie Scorpidiaceae. Ein häufig vorkommendes Synonym ist Drepanocladus revolvens (Sw.) Warnst.

## Merkmale
Scorpidium revolvens bildet mit seinen mittelkräftigen bis kräftigen Pflanzen lockere bis mäßig dichte, grüne oder rötliche bis schwarzrote Rasen, wobei rötliche Farbtöne häufig sind. Die aufsteigenden bis aufrechten Stämmchen sind meist wenig oder unregelmäßig verzweigt. Sie weisen eine hyaline Außenrinde auf. Die Blätter sind hohl, aus eiförmiger Basis in die Spitze verschmälert, sichelförmig gebogen und haben nahe der Blattspitze fein gezähnelte, sonst glatte Ränder. Die einfache, relativ dünne bis mäßig kräftige Rippe endet in der oberen Blatthälfte.
Die Laminazellen der Blattmitte sind linealisch, 60 bis 140 (maximal 180) Mikrometer lang, getüpfelt, die Zellenden lang und spitz zulaufend und mehrheitlich sich weit überlappend. Die wenigen (2 bis 10) Blattflügelzellen sind hyalin, stark aufgeblasen und sehr hinfällig.
Die Geschlechterverteilung ist autözische, Kapseln sind selten. Die Seta ist bis 4 Zentimeter lang, die länglich-eiförmige Kapsel wenig gebogen und auf dem aufrechten Hals übergeneigt, der Kapseldeckel gewölbt mit scharfem Spitzchen. Die Sporengröße beträgt 13 bis 21 Mikrometer.

## Standortansprüche und Verbreitung
Scorpidium revolvens wird vom recht ähnlichen Scorpidium cossonii erst in jüngerer Zeit konsequent auf Artniveau unterschieden. Der Kenntnisstand über Ökologie und Verbreitung sind darum unzureichend.
Die Art ist in Deutschland, Österreich und der Schweiz wesentlich seltener als Scorpidium cossonii. Sie wächst von der Ebene bis über die Waldgrenze an basenreichen, oft kalkarmen, nassen bis sehr nassen, quelligen Standorten, oft in Nieder- und Zwischenmooren, dabei häufig submers oder überflossen. Durch Melioration, Eutrophierungen und Eingriffe in den Lebensraum ist das Moos in Deutschland derzeit bedroht.
Verbreitungsgebiete sind Europa, Nord-, Ost-, Zentral- und Vorderasien, Neuguinea, Nord- und Südamerika, Neuseeland.